# Naro (Sicile)
Pour les articles homonymes, voir Naro.
Naro est une commune italienne de la province d'Agrigente en Sicile.

## Géographie
La ville de Naro est située au sud de la Sicile, à proximité d'Agrigente, de ses temples grecs et de belles plages sablonneuses. L'accès est relativement facile à partir de Palerme et Catane grâce aux nombreuses autoroutes qui sillonnent la Sicile.

## Économie
Les habitants de Naro vivent de l'agriculture, même si le terrain n'est pas très propice à cette activité. Il y a de nombreux oliviers et amandiers. Un barrage construit à proximité sur le cours du Naro a permis de créer un lac artificiel qui sert de réserve d'eau pendant la longue saison sèche. L'alimentation de la ville en eau est restreinte durant l'été.
Depuis les années 1930, le manque de ressources a entraîné l'exil de nombreux habitants vers l'Allemagne, la Grande-Bretagne et l'Est de la France, en Lorraine notamment.

## Fêtes et évènements
Naro est un lieu de pèlerinage. Une fête se déroule chaque année le 18 juin pour célébrer le saint patron de la ville, San Calogero. Les pèlerins tirent un char portant la statue de San Calogero à l'aide d'une corde sur près d'un kilomètre et demi avec un parcours en pente.

## Administration
| Période                                  | Période  | Identité                    | Étiquette | Qualité |
| ---------------------------------------- | -------- | --------------------------- | --------- | ------- |
| 14 juin 2004                             | En cours | Maria Grazia Elena Brandara |           |         |
| Les données manquantes sont à compléter. |          |                             |           |         |

### Communes limitrophes
Agrigente, Caltanissetta (CL), Camastra, Campobello di Licata, Canicattì, Castrofilippo, Delia (CL), Favara, Licata, Palma di Montechiaro, Ravanusa, Sommatino (CL)